# Skye P. Marshall
Skye P. Marshall (Chicago, 10 de julio de 1985) es una actriz de cine y televisión estadounidense.

## Primeros años
Marshall nació y creció en Chicago y asistió a la Universidad Northeastern Illinois. Sirvió en la Fuerza Aérea de Estados Unidos y trabajó en una empresa en la ciudad de Nueva York. Se formó en el Stella Adler Studio of Acting y en el Broadway Dance Center, antes de mudarse a Los Ángeles para seguir una carrera como actriz.

## Carrera
Se la pudo ver como Towanda Braxton en la película biográfica musical de 2016 Toni Braxton: Unbreak My Heart. Ese año apareció junto a Josh Duhamel, Al Pacino y Anthony Hopkins en el thriller Misconduct. Tuvo un papel recurrente en la serie de la ABC The Fix.
Tuvo papeles en NCIS y Grey's Anatomy antes de aparecer en la película de drama bélico de 2018 Indivisible. Sus créditos televisivos también incluyen Black Lightning y Chilling Adventures of Sabrina. En 2021, se unió al elenco del drama médico familiar Good Sam junto a Jason Isaacs para CBS.
En 2022, rodó la película de comedia negra Coup! con Peter Sarsgaard, Billy Magnussen y Sarah Gadon. En 2023, apareció en la película semiautobiográfica de Qasim Basir To Live and Die and Live. Ese año, se unió al elenco de un piloto de la serie de drama legal de Matlock, junto a Kathy Bates. El proyecto fue encargado para una serie, que se emitirá en CBS a partir del 22 de septiembre de 2024.

## Vida personal
Se casó con su compañero actor Edwin Hodge el 29 de junio de 2024 en Carondelet House en Los Ángeles.

## Filmografía parcial
| Año  | Título                                  | Role              | Notas        |
| ---- | --------------------------------------- | ----------------- | ------------ |
| 2016 | Toni Braxton: Unbreak My Heart          | Towanda Braxton   |              |
| 2016 | Misconduct                              | Harry             |              |
| 2017 | Anatomía de Grey                        | María Hodges      | 1 episodio   |
| 2018 | NCIS                                    | Sara Carter       | 1 episodio   |
| 2018 | Indivisible                             | Sargenta Peterson |              |
| 2018 | Black Lightning                         | Kara Fowdy        | 10 episodios |
| 2019 | The Fix                                 | Ángela            | 3 episodios  |
| 2020 | Las escalofriantes aventuras de Sabrina | Mambo Marie       | 11 episodios |
| 2022 | Good Sam                                | Dra. Lex Trulie   | 13 episodios |
| 2023 | To Live and Die and Live                | Asia              |              |
| 2023 | Coup!                                   | Ruth Tidwell      | Película     |
| 2024 | Matlock                                 | Olimpia Lawrence  | 10 episodios |